# Charles Fleischer
Pour les articles homonymes, voir Fleischer.
Charles Fleischer est un acteur et scénariste américain né le 27 août 1950 à Washington, District of Columbia (États-Unis).

## Biographie
En 1988, il prête sa voix à plusieurs personnages du film Qui veut la peau de Roger Rabbit (Who Framed Roger Rabbit) : Roger Rabbit, Benny le taxi et deux fouines Greasy et Psycho. Il continue ensuite à prêter sa voix à Roger Rabbit.
Il apparaît une deuxième fois sous la direction de Robert Zemeckis dans Retour vers le futur 2 où il campe le personnage du garagiste Terry qui se dispute le règlement des frais de réparation de la voiture avec Biff Tannen.
À nouveau avec Disney, il apparaît dans Dick Tracy (1990), produit par la filiale de Disney, Touchstone Pictures. Il participe aussi à l'émission du 60e anniversaire de Mickey Mouse et celle du 35e anniversaire du parc Disneyland.

## Filmographie

### comme acteur
- 1975 : Keep on Truckin' (en) (série télévisée)
- 1977 : The Death of Richie (TV) : Brick
- 1978 : Crisis in Sun Valley (TV) : Shuyler
- 1980 : Die Laughing (en) : Charlie
- 1981 : La Main du cauchemar (The Hand) : David Maddow
- 1982 : Les Croque-morts en folie (Night Shift) de Ron Howard : Prisoner
- 1984 : The House of God : Hyper Hooper
- 1984 : Les Griffes de la nuit (A Nightmare on Elm Street) : Dr King
- 1986 : L'Amie mortelle (Deadly Friend) : BB (voix)
- 1988 : Panics (Bad Dreams) : Ron the Pharmacist
- 1988 : Qui veut la peau de Roger Rabbit (Who Framed Roger Rabbit) de Robert Zemeckis : Roger Rabbit / Benny The Cab / Greasy / Psycho (voix)
- 1988 : Mickey's 60th Birthday (en) (TV) : Roger Rabbit (voix)
- 1989 : Bobo Bidon (Tummy Trouble) : Roger Rabbit (voix)
- 1989 : Gross Anatomy (Cours d'anatomie)
- 1989 : Retour vers le futur II (Back to the Future Part II) : Terry
- 1990 : Disney Sing-Along-Songs: Disneyland Fun (vidéo) : Roger Rabbit (voix)
- 1990 : Dick Tracy : Reporter
- 1990 : Lapin Looping (Roller Coaster Rabbit) : Roger Rabbit (voix)
- 1992 : Franc-parler (Straight Talk) : Tony
- 1992 : Carry on Columbus (en) : Pontiac
- 1993 : Partners (TV)
- 1993 : Panique au pique-nique (Trail Mix-Up) : Roger Rabbit (voix)
- 1993 : Les Quatre Dinosaures et le Cirque magique : Dweeb (voix)
- 1994 : My Girl 2 : Cab Driver
- 1995 : Le Cavalier du Diable (Tales from the Crypt: Demon Knight) : Wally Enfield
- 1996 : The Best of Roger Rabbit (vidéo) : Roger Rabbit (voix)
- 1996 : Bone Chillers (en) (série télévisée) : Arnie
- 1997 : Gridlock'd : Mr. Woodson
- 1998 : Ground Control (en) : Randy Groves
- 1998 : Permanent Midnight : Allen from Mr. Chompers
- 1998 : Rusty, chien détective (Rusty : A Dog's Tale) : Bart Bimini
- 1999 : Palmer's Pick Up : Sarah
- 1999 : Savant en herbe (Genius) (TV) : Dr Krickstein
- 2000 : Bel Air : Gus
- 2000 : Le Monstre du campus (Big Monster on Campus) : Mr. Stockton
- 2000 : G-Men from Hell : Martin / Pete
- 2001 : Disney's tous en boîte (House of Mouse) (série télévisée) : Benny the Cab (voix)
- 2002 : Balto 2 : La Quête du loup (Balto II: Wolf Quest) (vidéo) : Boris (voix)
- 2002 : The Back Lot Murders (en) : Henry
- 2002 : The 4th Tenor (en) : Alphonse
- 2004 : Big Kiss : Berezovich
- 2004 : Balto III: Wings of Change (vidéo) : Boris (voix)
- 2004 : Le Pôle express (The Polar Express) : Elf General
- 2007 : Zodiac : Bob Vaughn
- 2009 : Funny People : Lui-même
- 2010 : Chain Letter (en) : Frank Wiggins